# Мамбіла
Ма́мбіла (самоназва — нор/nor) — плем'я землеробів та скотарів в Західній Африці.

## Загальні відомості
Мамбіла є плем'ям землеробів і скотарів, яке проживає між Нігерією та Камеруном. Ці племена говорять мовою бенуа-конго і вирощують кукурудзу. Вони живуть у невеликих селах, де в кожному є свій лідер, який користується політичною незалежністю. До 1980-х років мамбіли ведуть ізольований спосіб життя від інших племен. Мовою фулані mambila означає люди. Їхній етнонім — нор.

## Мистецтво
Мистецтво народу мамбіла експресивне. У ньому є вплив народів джукуни і чамба з Нігерії. Зооморфні маски стилізовані під птахів, як-от ворони, священних для племені, а також сови й собак. Маска собаки є типовим культовим об'єктом, пов'язаним із обрядом суага. Маски також є елементом ритуалів, які проводяться в кінці сезону під час висаджування і після збору врожаю, а також в традиціях, пов'язаних з культом предків. Мамбіли вважають, що багате життя залежить від заступництва духів предків, де для того, щоб здобути їхню прихильність, слід танцювати в масках і шатах з рослинних волокон, забезпечуючи для племені родючість, здоров'я і процвітання. Маски могли носити і бачити тільки чоловіки племені, вони зберігалися прихованими від жінок в хатинах на палях під наглядом глави сім'ї.

## Канібалізм

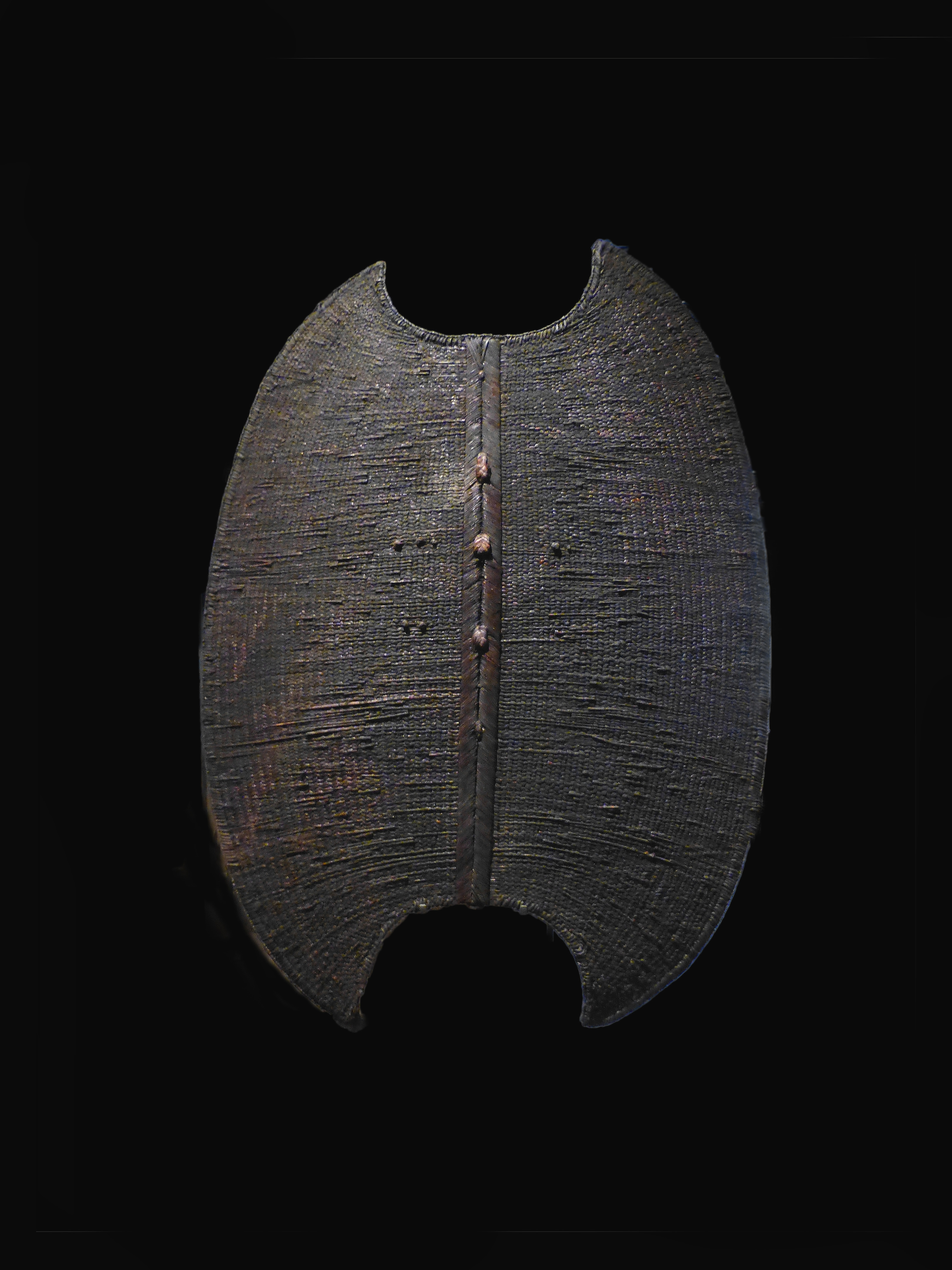
Захисний щит племені Мамбіла

Плем'я мамбіла — канібалістичне попри загальноприйняту заборону на канібалізм законом. Перші повідомлення про масові поїдання людей стали надходити від членів благодійних місій ще в середині XX століття. Адже тоді канібалізм обов'язковий для всього населення, від малюків до людей похилого віку. Згідно з повір'ям тіло ворога має поїдатися на місці бою. Для цього м'ясо відрізалось великим ножем. Вважається, що сила ворога перейде до переможців разом з його плоттю.
К. К. Мік зазначає про це наступним чином:
| «До останнього часу всі мамбіли поголовно були канібалами і могли б залишатися такими, якби тільки не страх перед владою. Вони зазвичай з'їдали м'ясо вбитих на війні ворогів, а до таких належали і жителі сусіднього села, з якими вони укладали шлюби під час миру. Таким чином, цілком міг статися такий випадок, коли воїн пожирав мерця свого родича. Були випадки, коли під час сутички між двома селами мамбіли вбивали і з'їдали братів своїх дружин. Однак вони ніколи не їли свого тестя, бо це, на їх думку, могло викликати серйозне захворювання або навіть передчасну смерть. У канібалізмі мамбілів релігійні уявлення не грали особливої ролі. Коли їх про це запитували, то тубільці просто відповідали, що їдять людську плоть, тому що вона — м'ясо. Коли вони вбивали ворога, то розрізали на шматки його тіло і з'їдали зазвичай в сирому вигляді без всяких формальностей. Окремі шматки вони приносили додому для людей похилого віку, які теж ласували ними через свою невгамовну пристрасть до такого продукту. Вони з'їдали навіть нутрощі людини, які перед цим витягували, мили і варили. Черепа ворогів, як правило, зберігалися. І, коли молоді люди вперше відправлялися на війну, їх примушували пити пиво, або особливе зілля з черепа, щоб вселити в них більше мужності. Жінкам, однак, не дозволялося їсти людську плоть, як одруженим чоловікам заборонялося харчуватися м'ясом жінок, убитих під час нальоту на село. Але неодружені люди похилого віку могли їсти жіноче м'ясо скільки душі завгодно». |